# Kevin Prieto
Kevin Estiven Prieto Machado (Las Piedras, 27 giugno 2003) è un calciatore uruguaiano, attaccante del Defensor Sporting.

## Carriera
È cresciuto nel settore giovanile del Montevideo Wanderers e nel 2024 è stato acquistato dal Defensor Sporting. Ha debuttato in prima squadra il 27 novembre 2024 nell'incontro di Primera División perso 3-0 contro il Cerro Largo ed ha segnato il suo primo gol il 23 febbraio dell'anno successivo, contro il Plaza Colonia.

## Statistiche

### Presenze e reti nei club
Statistiche aggiornate al 8 marzo 2025.
| Stagione        | Squadra           | Campionato      | Campionato | Campionato | Coppe nazionali | Coppe nazionali | Coppe nazionali | Coppe continentali | Coppe continentali | Coppe continentali | Altre coppe | Altre coppe | Altre coppe | Totale | Totale | Totale |
| Stagione        | Squadra           | Comp            | Pres       | Reti       | Comp            | Pres            | Reti            | Comp               | Pres               | Reti               | Comp        | Pres        | Reti        | Pres   | Reti   |        |
| --------------- | ----------------- | --------------- | ---------- | ---------- | --------------- | --------------- | --------------- | ------------------ | ------------------ | ------------------ | ----------- | ----------- | ----------- | ------ | ------ | ------ |
| 2024            | Defensor Sporting | PD              | 1          | 0          | CU              | 1               | 0               | CL                 | 0                  | 0                  | SU          | 0           | 0           | 2      | 0      |        |
| 2025            | Defensor Sporting | PD              | 5          | 1          | CU              | 0               | 0               | CL                 | 2                  | 0                  | -           | -           | -           | 7      | 1      |        |
| Totale carriera | Totale carriera   | Totale carriera | 6          | 1          |                 | 1               | 0               |                    | 2                  | 0                  |             | 0           | 0           | 9      | 1      |        |

## Palmarès

### Club

#### Competizioni nazionali
- Copa Uruguay: 1

Defensor Sporting: 2024